# Nícia Soares
Nicia Soares de Oliveira (Paranapiacaba, 25 de setembro de 1928 — São Paulo, 6 de novembro de 1990) foi uma atriz e dubladora brasileira. É mais conhecida por dublar Samantha Stevens em A Feiticeira, Rosie em Os Jetsons e Betty em Os Flintstones.
Foi casada com o também dublador Waldir de Oliveira.
Filhos: Fatima Cristina de Oliveira, Sônia Regina Moreno ( falecida) e Waldir de Oliveira Filho.￼

## Biografia
Começou a carreira na rádio como radioatriz, trabalhou ao lado de seu marido Waldir de Oliveira. Os dois eram uma das vozes mais conhecidas na década de de 1950 na Radio Nacional. 
Em Novelas fez alguns papeis, como na novela A Muralha na TV Excelsior em 1968, entre outras. 
Na dublagem entrou no início dos anos de 1960 fazendo personagens inesquecíveis, como Samantha em A Feiticeira, dublando na primeira e alguns episódios da segunda temporada, sendo substituída por Rita Cléos, também foi a voz da vizinha de Fred, Betty Rubble em Os Flintstones, dublou as primeiras temporadas do mesmo, fez a voz robótica da empregada Rosie em Os Jetsons, entre outros. 
Nícia foi substituída em seus papeis fixos porque na época havia se afastado da dublagem, tendo voltado um tempo depois e permanecido até o final dos anos 1960, quando se afastou definitivamente.
A Partir daí não se teve mais notícias de trabalhos de Nícia, na dublagem, no rádio e nem na TV, acredita-se que Nícia deva ter arranjado um emprego fora do mundo artístico ou dedicado-se apenas ao lar, diferente de seu marido que permaneceu na dublagem até meados dos anos 2000, na maioria das vezes dirigindo e narrando.
No final dos anos de 1980 foi chamada pra dublar Betty Rubble no longa-metragem Os Jetsons e Os Flintstones Se Encontram, ao lado do fiel elenco dos tempos de AIC. Essa foi sua ultima aparição na dublagem.

Nícia veio a falecer em 6 de Setembro de 1990. Essa é mais uma das grandes vozes da dublagem brasileira.

## Carreira
- Samantha Stephens (Elizabeth Montgomery) (1ª voz) em A Feiticeira
- Betty Rubble (1ª voz) em Os Flintstones em Os Jetsons e Os Flintstones Se Encontram (Longa-Metragem)
- Rosie em Os Jetsons
- Marjorie Owens "Madge" (Kim Novak) em Férias de Amor
- Susie (Donna Loren) em Batman (Série)
- Branca de Neve em Zé Colméia (Anos de 1960)Referências

1. 1 2  «Vida Real: Morre o dublador Waldir de Oliveira». RetrôTV. 10 de janeiro de 2011. Consultado em 28 de março de 2013. Arquivado do original em 28 de março de 2013